# Mölsberg
Le Mölsberg est une montagne qui s’élève à 2 479 m d’altitude dans les Alpes de Tux, en Autriche.